# Гончаров Юрій Олегович
Юрій Олегович Гончаров — генерал-майор, начальник управління Служби безпеки України у Львівській області (2019—2021), Чернігівській області (2017—2019), Сумській області (2014—2017).

## Життєпис
Юрій Гончаров народився в 1969 році в Білопіллі. У 1994 році закінчив з відзнакою СДПУ ім. А. С. Макаренка (за фахом «учитель історії»), потім пройшов навчання в Національній академії Служби безпеки України, яку закінчив в 1997 році.
Кар'єру почав у 1995 році в УСБУ в Сумській області з посади старшого оперуповноваженого.
З 2005 року до 2013 року працював в системі місцевого самоврядування та в громадському секторі.
З квітня 2013 року до квітня 2014 року працював заступником голови управління Служби безпеки України у Львівській області.
З листопада 2014 року він був виконувачем обов'язків начальника УСБУ в Сумській області, змінивши на посаді Володимира Іванюка.[джерело?]
З 9 квітня 2015 року до 14 лютого 2017 року він очолював УСБУ в Сумській області.
Станом на 2018 рік — начальник управління Служби безпеки України у Чернігівській області.
21 листопада 2019 року звільнений з посади начальника СБУ у Чернігівській області і призначений на посаду начальника СБУ у Львівській області.
16 січня 2021 року був звільнений з посади начальника СБУ у Львівській області, його замінив Іван Осипчук.

## Військові звання
- генерал-майор (22 березня 2019)[6]

## Оцінки та критика
За даними Юрія Бутусова, Гончаров брав участь у боротьбі з Євромайданом.

### Інтерв'ю
- Юрій ГОНЧАРОВ: «Спецслужби працюють тихо» [Архівовано 30 липня 2018 у Wayback Machine.] // websu.info, 12 листопада 2015
- Юрій Гончаров: «Через наближеність до країни-агресора Чернігівщина має „жовтий“ рівень терористичної загрози» [Архівовано 23 березня 2019 у Wayback Machine.] // gorod.cn.ua, 3 січня 2018